# 蒙泰基亚-迪克罗萨拉
蒙泰基亚-迪克罗萨拉（義大利語：Montecchia di Crosara），是意大利威尼托大区维罗纳省的一个市镇。总面积21.1平方公里，人口4527人，人口密度214.5人/平方公里（2009年）。国家统计（ISTAT）代码为023049。

## 友好城市
- 義大利德苏洛